# Артёнки
Артенки (удм. Артёнки) — деревня в Глазовском районе Удмуртии, входит в состав муниципального образования «Понинское».
Расположена вблизи реки Мучан, примерно в 23 км к северо-востоку от Глазова.
Под названием «за речкой Мучан» в 1897 году она зафиксирована в составе Понинской волости Глазовского уезда Вятской губернии.
В 1941 году в деревне Артёнки Дондыкарского сельсовета был колхоз «2-я пятилетка».
Артёнки — родина Героя Советского Союза Александра Павловича Пряженникова (1922—1945).

## Население
| 2010 | 2012 |
| ---- | ---- |
| 4    | ↘2   |

В настоящее время деревня считается вымершей.